# Kochanowskiego (Nowy Sącz)
Kochanowskiego – osiedle Nowego Sącza, położone w północnej części miasta. Graniczy z osiedlami Przetakówka, Stare Miasto, Gołąbkowice, Barskie, Westerplatte, Chruślice i miejscowością Naściszowa.
Osiedle w obecnych granicach obejmuje część dawnego przedmieścia Zakamienica (Piekło), Załubińcze (włączone do miasta w 1903 roku), część Roszkowic (ulica Podgórska) włączonych do miasta w 1942 roku, część wsi Naściszowa (Grabowa) włączona w 1977 roku (obecnie ulica Barska). Obecne granice i nazwa obowiązują od 1990 roku.